# 克劳迪奥·特雷维斯
克劳迪奥·特里夫斯（義大利語：Claudio Treves，1869年3月24日—1933年6月11日），是一位意大利政治家、记者和反法西斯主义者。特里夫斯在1892年从都灵大学法律专业毕业后便加入了意大利社会党。1915年3月29日，特里夫斯曾向当时同属社会党的贝尼托·墨索里尼发起了一次决斗，两人在决斗中互有损伤事后也未达成和解。
1922年社会党内部发生重大分裂，他与菲利波·图拉蒂、吉亚科莫·马泰奥蒂等意大利社会党人一起创建了意大利统一社会党，该党秉持社会改良主义。1926年11月16日，墨索里尼的法西斯政府宣布解散除法西斯以外的一切政党和组织，特里夫斯于11月19日至20日的晚上越过了通往瑞士的边境，自此开始了流亡的生涯。特里夫斯随后从瑞士来到法国巴黎，在那里他积极参与反法西斯主义运动的领导工作。他于1933年6月11日晚在巴黎拉丁区的一家简陋的旅馆中去世。

## 文献来源
- Arfè, G. . Rome: Mondo Operaio/Edizioni Avanti!. 1977.
- Casali, A. . Naples: Guida Editori. 1985.
- Casali, A. . Milan: Franco Angeli. 1989.
- Gallo, Patrick. . Lanham: University Press of America. 2003.
- Neri Serneri, S. . Milan: Franco Angeli. 1989.
- Treves, Claudio. . Venice: Marsilio. 1981.